# 科瓦奇·奥洛达尔
科瓦奇·奥洛达尔（匈牙利語：Kovácsi Aladár，1932年12月11日—2010年4月8日），生于布达佩斯，匈牙利男子现代五项运动员。他曾获得1952年夏季奥运会现代五项比赛男子团体金牌。他在该届奥运会也参加了个人小项，获得第12名。